# 李騰芳
李騰芳（1565年—1631年），字子實，號四履、又号湘洲。湖廣長沙府湘潭縣（今湘潭市雨湖区姜畲镇塔岭村）人。明末政治人物。

## 生平
萬曆十六年（1588年）戊子科湖廣鄉試舉人。萬曆二十年（1592年）壬辰科第三甲第二百十四名進士。為王錫爵門生。通政司觀政，選庶吉士，二十二年九月授检讨，充正史纂修官，二十五年正月教习内書堂，二十九年十二月管诰敕撰文，三十一年六月升右赞善兼翰林院检讨，三十二年八月升右中允，管國子監司業事，三十三年十二月官右諭德，回坊管事，三十四年十二月改左谕德，與顧天埈友善。好学，负才名。陶汝鼐称他“其为古今文，海内奉为法物”。万历三十七（1609年）四月顾以“险诐无行”为东林党人劾去，李亦投劾归。遂有顾党、李党之目。六月降三级为太常寺博士添注，三十九年五月考察。
萬曆四十五年（1617年）起为江西都司付理问，四十六年升行人司正，四十七年升尚寶司少卿，四十八正月升太常寺少卿、管国子监司业事。
八月光宗即位，擢为南京少詹事，本年九月升禮部右侍郎兼翰林院侍读学士，掌翰林院事，教习庶吉士，十一月乞假省亲。天啓二年（1622）正月以光宗陵寝完工，加太子賓客、正二品服俸，三年五月起升禮部左侍郎，兼官如故，十二月改吏部，四年正月丁忧去，进礼部尚书兼翰林学士，時為崔呈秀所惡，五年六月被御史王際達弹劾，遂奪官为民。
崇禎時，再起為禮部尚書，协理詹事府事，三年加太子少保，崇祯四年卒於官。贈太子太保。《明史》有傳。

## 著作
著有《宦寺考》八卷。另有《李湘州集》十卷，补遗一卷。

## 家族
曾祖李至榮；祖父李紹郁；父李孚。

## 延伸阅读
[在维基数据编辑]
 《明史卷二百一十六》，出自《明史》